# Gunungrejo (Kedungpring)
Gunungrejo is een bestuurslaag in het regentschap Lamongan van de provincie Oost-Java, Indonesië. Gunungrejo telt 2961 inwoners (volkstelling 2010).